# Cynoglossum ukaguruense
Cynoglossum ukaguruense là loài thực vật có hoa trong họ Mồ hôi. Loài này được Verdc. mô tả khoa học đầu tiên năm 1991.